# Francisco Amorós
Francisco Amorós (Valencia, 19 febbraio 1770 – Parigi, 8 agosto 1848) è stato un pedagogo spagnolo, precettore e militare spagnolo, è conosciuto internazionalmente per essere uno dei fondatori dell'Educazione Fisica moderna..
A Francisco Amorós e Ondeano si devono, per esempio, i primi passi decisi e sistematici per introdurre l'educazione fisica nel programma delle scuole primarie. La ginnastica amorosiana, è stata praticata fino a pochi decenni fa  nella scuola, nel liceo, nell'esercito. È il metodo in cui si impiegano apparecchi, trapezio, barra fissa, parallele, anelli, trampolino, ecc. Si potrebbe dire che la ginnastica di Amorós si inscrive, in Francia, nel quadro dell'influenza tedesca e che concludono con gli inizi dell'influsso svedese e inglese. È importata in Francia da uno spagnolo "francesizzato".
Francisco Amorós ha servito come ufficiale nell'Ufficio Universale della Guerra durante il regno di Carlo IV. È stato direttore del Istituto Reale Militare Pestalozziano di Madrid. Come ricompensa per i suoi servizi, è stato promosso dal re a colonnello di fanteria, essendo oltretutto nominato ministro del Consiglio Indiano.
Dopo l'invasione francese Amorós è stato nominato governatore militare e politico di Santander dal re José I (20 novembre del 1808); è stato nominato anche intendente della provincia di Cantabria, comandante militare e politico della costa, e consigliere di Stato (25 di novembre). Come governatore di Cantabria ha ideato la pubblicazione della [Gazzetta di Santander per fare pubblicità al nuovo regime.Nel 1809 ha creato la Guardia Nazionale cantabriana, addetta al pattugliamento dei municipi e al combattimento contro le guerriglie, in risposta ai decreti di Napoleone (15 di dicembre di 1808) e José I (29 di dicembre).
Il 9 di febbraio di 1809 è stato nominato commissario reale nelle Province Vascongadas, essendo reclamato alla corte a marzo del 1809 in qualità di consigliere di Stato.